# Wild Horse Creek (Powder River)
Der Wild Horse Creek ist ein 116 km langer, rechter Nebenfluss des Powder River im Nordosten des US-Bundesstaates Wyoming.

## Verlauf
Der Wild Horse Creek entspringt im zentralen Campbell County im Nordosten Wyomings, etwa 20 km südöstlich von Gillette auf einer Höhe von rund 1520 m. Von dort fließt er in nördliche Richtung, unterquert die Interstate 90 und mäandriert durch das Powder River Basin. Der Fluss wendet sich im weiteren Verlauf nach Nordwesten, erreicht das Sheridan County und erhält mit dem Middle Prong Wild Horse Creek von rechts seinen längsten Nebenfluss. Kurz vor der Mündung wendet er sich nach Westen und mündet nach knapp 116 km gegenüber des Ortes Arvada auf einer Höhe von 1109 m in den Powder River. Die Bahnstrecke der Burlington and Missouri River Railroad führt von Gillette in nordwestliche Richtung und folgt dem Tal des Wild Horse Creek für rund 70 km bis zur Mündung, wo sie den Powder River überquert und in einem großen Bogen in Richtung Sheridan verläuft. Im oberen Flussverlauf wurde der Wild Horse Creek zu mehreren kleinen Stauseen aufgestaut.

## Hydrologie
Der Wild Horse Creek ist als Nebenfluss des Powder Rivers Teil des Einzugsgebietes des Yellowstone Rivers, der sich über den Missouri und den Mississippi in den Golf von Mexiko entwässert. Das Einzugsgebiet des Wild Horse Creek umfasst ein Areal von etwa 930 km² und grenzt an die Einzugsgebiete von Fortification Creek und Dead Horse Creek im Westen, Donkey Creek im Südwesten, Little Powder River im Osten sowie Spotted Horse Creek im Norden. Der Fluss entwässert Teile des in den High Plains östlich der Bighorn Mountains gelegenen Powder River Country. Der Abfluss am Pegel in Arvada, 16 km oberhalb der Mündung, beträgt 0,09 m³/s, die größten Abflüsse finden sich in den Monaten März und Mai.

## Belege
1. 1 2 3 4 5  Wild Horse Creek. In: Geographic Names Information System. United States Geological Survey, United States Department of the Interior (englisch).
2. ↑  USGS 06317020 WILD HORSE CREEK NEAR ARVADA, WY. Abgerufen am 26. September 2024.